# Apolonije iz Tijane
Apolonije iz Tijane (grč. Ἀπολλώνιος ὁ Τυανεύς) († 96. – 98.), grčki novopitagorejski filozof, putujući učitelj i asket iz 1. stoljeća, podrijetlom iz Kapadocije. Još u antici pročuo se kao prorok i čudotvorac, a legende o njemu proširila se na Zapadu do srednjeg vijeka.
Njegovu je biografiju u obliku fantastičnog romana napisao oko 220. godine Flavije Filostrat Atenski (175.-249. pr. Kr.) u djelu Život Apolonija iz Tijane.

## Životopis
Rodio se u gradu Tijani u Kapadociji (današnja Turska). Sa šesnaest godina postao je sljedbenik pitagorejske filozofije i odrekao se svjetovnih užitaka. Navodi se da je liječio bolesne, izvodio čudesa, a kada je ubijen rimski car Domicijan, koji se nalazio kilometrima daleko u Rimu, Apolonije, koji je bio u Efezu, navodno je to predosjetio i u trenutku kada je car umro, uzviknuo je: "Udari! Udari! Tiranin je mrtav!"
Tijekom života putovao je u Italiju, Grčku, Siriju i Babilon, a između 41. i 54. godine boravio je u Indiji, gdje je proučavao hinduizam i ono što se zadržalo od budizma.
Poslije njegove smrti, žitelji njegova rodnog grada podignuli su mu hram u čast.

## Djela
- Svetkovine ili O žrtvovanju
- Pitagorin život

## Zanimljivosti
- Francuski okultist Eliphas Levi proveo je 1854. godine nekromancijski ritual u želji da prizove duh Apolonija iz Tijane.[5]